# Map of a Blue City
Map of a Blue City je sólové studiové album amerického hudebníka Marca Ribota, vydané 23. května 2025 společností New West Records. Album vznikalo v několika newyorských studiích, částečně také u Ribota doma, a produkoval jej Ben Greenberg, rané nahrávky tří písní pak Hal Willner. Ribot na albu pracoval třicet let. Nahrávky z Willnerem pocházejí z roku 2014. Obsahuje převážně autorské písně, dále jednu Ribotem zhudebněnou báseň Allena Ginsberga, a jeden tradicionál v Ribotově aranžmá. Tradicionál „When the World's on Fire“ – nahraný mj. souborem Carter Family v roce 1930 – byl zveřejněn coby první singl z alba v březnu 2025. Další píseň, „Daddy’s Trip to Brazil“, byla zveřejněna koncem dubna. V písni „Say My Name“ Ribot zpívá falzetem. Autorkou fotografie na obalu alba je Ebru Yildiz.

## Seznam skladeb
| Pořadí | Název                    | Autor                            | Délka |
| ------ | ------------------------ | -------------------------------- | ----- |
| 1.     | Elizabeth                | Marc Ribot                       | 2:11  |
| 2.     | For Celia                | Ribot                            | 4:11  |
| 3.     | Say My Name              | Ribot                            | 4:01  |
| 4.     | Daddy's Trip to Brazil   | Ribot                            | 3:53  |
| 5.     | Map of a Blue City       | Ribot                            | 6:23  |
| 6.     | Death of a Narcissist    | Ribot                            | 4:41  |
| 7.     | When the World's on Fire | tradicionál, aranžmá Ribot       | 4:33  |
| 8.     | Sometime Jailhouse Blues | hudba Ribot; text Allen Ginsberg | 6:25  |
| 9.     | Optimism of the Spirit   | Ribot                            | 6:55  |

## Obsazení

### Hudebníci
- Marc Ribot – kytary, zpěv
- Christina Courtin – viola (1, 4)
- Pico Alt – housle (1, 4)
- Christopher Hoffman – violoncello (1, 4)
- Greg Lewis – Hammondovy varhany (3)
- Tony Lewis – bicí (3)
- David Pilch – basa (3, 4)
- Doug Wieselman – flétna a saxofon (4)
- Ted Reichman – akordeon (4)
- Jeremy Gustin – bicí (4)
- Ches Smith – zvonkohra (5)
- Eszter Balint – doprovodné vokály (6)
- Francois Lardeau – bicí a perkuse (9)

### Technická podpora
- Ben Greenberg – produkce, mix
- Hal Willner – produkce (1, 3, 4)
- Marc Urselli – nahrávání (1, 3, 4)
- Francois Lardeau – nahrávání (2, 5, 9), remix (9)
- Ed McEntee – nahrávání (5, 6)
- Ryan Kelly – nahrávání (7, 8)
- Scott Hull – mastering